# Институт народнохозяйственного прогнозирования РАН
Институ́т народнохозя́йственного прогнози́рования РАН (до 1991 года — Институт экономики и прогнозирования научно-технического прогресса (ИЭПНТП) АН СССР) — специализированное экономическое научно-исследовательское учреждение (Москва). 

## История
Институт основан в феврале 1986 года на базе ряда научных подразделений ЦЭМИ АН СССР как головная организация разработки социально-экономических разделов Комплексных программ научно-технического прогресса СССР на 20 лет.

## Директора
- акад. А. И. Анчишкин (1986—1987)
- акад. Ю. В. Ярёменко (1987—1996)
- акад. В. В. Ивантер (1997—2017, до 2019 — научный руководитель института)
- акад. Б. Н. Порфирьев (2017—2020, c 2020 научный руководитель института)
- член-корр. РАН А. А. Широв (с 2020)

## Направления деятельности
- разработка комплексных прогнозов (обоснование альтернатив) развития экономики страны в кратко-, средне- и долгосрочной перспективе;
- разработка стратегий развития регионов в рамках приоритетов общехозяйственного развития;
- прогнозно-аналитические исследования в интересах крупных хозяйствующих субъектов (РАО ЕЭС, РАО «Газпром» и т. п.), и органов государственного управления РФ (Государственная Дума РФ, Минтопэнерго РФ, Федеральная дорожная служба РФ и т. п.);
- совершенствование методологии и методики комплексного социально-экономического прогнозирования.

Институт издает журнал «Проблемы прогнозирования». С 2002 года ежегодно выходит сборник статей сотрудников института «Научные труды ИНП РАН».

## Структура института
- Центр макроэкономического анализа и краткосрочного прогнозирования

Лаборатории:
- Лаборатория монетарных исследований, руководитель лаборатории — д. э. н. Говтвань, Олег Джонович
- Лаборатория анализа и прогнозирования миграции, руководитель лаборатории —
- Лаборатория прогнозирования доходов и потребления, заведующий лабораторией — д. э. н., профессор Суворов, Анатолий Владимирович
- Лаборатория прогнозирования динамики и структуры народного хозяйства, руководитель лаборатории — д.э.н. Суворов, Николай Владимирович
- Лаборатория прогнозирования финансовых ресурсов, заведующий лабораторией — д. э. н., Панфилов, Вячеслав Степанович
- Лаборатория прогнозирования трудовых ресурсов, заведующий лабораторией — д. э. н., Коровкин, Андрей Германович
- Лаборатория прогнозирования топливно-энергетического комплекса, заведующий лабораторией — к. э. н., Семикашев, Валерий Валерьевич
- Лаборатория прогнозирования машиностроительного комплекса, заведующий лабораторией — д. э. н., профессор Борисов, Владимир Николаевич
- Лаборатория среднесрочного прогнозирования воспроизводственных процессов, заведующий лабораторией — д. э. н., профессор Узяков, Марат Наильевич
- Лаборатория анализа и прогнозирования микроэкономических процессов, заведующий лабораторией — д. э. н. Кувалин, Дмитрий Борисович
- Лаборатория проблем социально-экономического и научно-технического развития страны в долгосрочной перспективе, заведующий лабораторией — д. э. н. Ксенофонтов, Михаил Юрьевич
- Лаборатория анализа и прогнозирования производственного потенциала и межотраслевых взаимодействий, заведующий лабораторией — д. э. н. Широв, Александр Александрович
- Лаборатория региональных прогнозов социально-экономического развития и здоровья населения, заведующий лабораторией —
- Лаборатория прогнозирования производства и использования конструкционных материалов, заведующий лабораторией — д. э. н., доцент Буданов, Игорь Анатольевич
- Лаборатория анализа и прогнозирования наукоёмких, высокотехнологичных производств и рынков, заведующий лабораторией — д. э. н., Фролов, Игорь Эдуардович
- Лаборатория организационно-экономических проблем управления научно-техническим развитием, заведующий лабораторией — д. э. н., профессор Комков, Николай Иванович
- Лаборатория анализа и прогнозирования развития налогово-бюджетной системы, руководитель лаборатории — к. э. н., Македонский, Сергей Николаевич
- Лаборатория анализа и прогнозирования природных и техногенных рисков экономики, руководитель лаборатории — д. э. н., Порфирьев, Борис Николаевич
- Лаборатория математического обеспечения и эксплуатации персональных компьютеров, заведующий лабораторией — к. ф.—м. н., Виноградов, Михаил Михайлович
- Лаборатория прогнозирования качества окружающей среды и здоровья населения, заведующий лабораторией — д. м. н., профессор Ревич, Борис Александрович
- Лаборатория анализа и прогнозирования транспортно-логистических систем, руководитель лаборатории — д. э. н., профессор Щербанин, Юрий Алексеевич
- Лаборатория прогнозирования макроэкономических региональных пропорций, заведующий лабораторией —
- Лаборатория прогнозирования региональной экономики — к.э.н. Янков Кирилл Вадимович

Общая численность работников Института — более 200 человек, из них более 150 — научные сотрудники. Более 20 сотрудников имеют ученую степень доктора, и более 80 — кандидата наук.